# Multivisión (Bolivia)
Multivisión S.A., filial de Multivision Communications Corp., operó un negocio de televisión por cable inalámbrico en Bolivia desde 1991. Proporcionando servicios de televisión por suscripción en las ciudades de Santa Cruz, La Paz, Cochabamba y Tarija. La compañía ofrecía sus servicios a través de múltiples canales, multipunto, y la tecnología del sistema de distribución que usaba era MMDS, que se podía distribuir por aire señal de audio y vídeo a los hogares sin la necesidad de construir y mantener redes de cable coaxial. La empresa fue fundada en 1987 y tenía su sede en Vancouver, Canadá.
Actualmente la empresa fue comprada por Tigo en su totalidad, pasando así, los usuarios y empleados a ser parte de TigoStar.

## Historia
- Inicia sus operaciones en 1991 en la ciudad de Santa Cruz y comienza a proveer Televisión por cable en la región.
- En 1992 expande sus servicios a las ciudades de La Paz y Cochabamba.
- En 1995 se constituye MULTIVISION S.A. con el objetivo de satisfacer la demanda del servicio de Televisión por Suscripción en todo el territorio nacional y con miras a una futura capitalización por un socio estratégico.
- En abril de 1996 se concreta la capitalización. MULTIVISION Communications Corp., empresa canadiense, adquiere la totalidad del paquete accionario de MULTIVISION S.A. en una operación efectuada a través del intercambio de acciones e inyección de capital fresco, es así que los socios pasan a ser accionistas y se constituye la primera empresa creada en Bolivia que cotiza sus acciones en la Bolsa de Valores de Canadá.[3]
- El 8 de julio de 1996 MULTIVISION Communications Corp. adquiere la totalidad del paquete accionario de Tele Video Codificado S.A., empresa que operaba un sistema de distribución de cable en la ciudad de La Paz.[4]

- En septiembre de ese mismo año adquiere Multivision Sucre S.R.L., empresa que operaba en Sucre.[4]
- En 1997, expande sus servicios a la ciudad de Tarija, adquiriendo los activos y suscriptores de Telecine SRL.[5]
- En julio de 1997, inicia una etapa de renovación y se presenta como MULTIVISION Plus con más canales, tecnología y calidad.
- En el 2008, invirtió más de 2 millones de dólares para cambiar su tecnología, inicialmente en la ciudad de La Paz, ofreciendo Televisión Digital bajo la marca TIEMPO.[6]
- En el 2009 expandió su servicio digital a la ciudad de Santa Cruz, brindando mejor calidad, más canales y características como selección de idioma, guía electrónica de programación, subtítulos, etc.[6]
- En el año 2010, la empresa operaba en las ciudades de La Paz, Santa Cruz, Cochabamba y Tarija con infraestructura y personal propio. El ancho de Banda que había adquirido le permitía incluso ofrecer servicios adicionales como Internet a alta velocidad y posiblemente telefonía utilizando VoIP.
- En 2012, adquiere una licencia y concesión para operar una red pública de telecomunicaciones y la provisión del servicio de transmisión de datos. Además de Servicios de Valor agregado para ofrecer servicios de correo electrónico, web hosting, redes privadas virtuales y todos los servicios que utilizan el protocolo de Internet.

- Desde junio de 2013 se especulaba que pronto sería comprada por la empresa Claro, pero en noviembre se anuncia que es comprada en su totalidad y pasa a manos de Tigo Bolivia, que más tarde renovaría su imagen como Tigo Star Bolivia ampliando su mercado hacia la Televisión Satelital e Internet.[2]